# 도요타마정
도요타마정(豊玉町)은 나가사키현 규슈의 북쪽 해안에 위치한 나가사키현 쓰시마의 중앙에 존재했던 정이며, 시모아가타군에 속해 있었다.
2004년 3월 1일 합병으로 쓰시마시의 일부가 되었다. 한편, 쓰시마시 출범 후의 주소 표기는 '도요타마마치'로 표기법이 변경되었다.

## 지리
쓰시마의 중부에 위치한다.

## 역사
- 1908년 4월 1일 - 도서정촌제 시행에 의해 니이촌, 누카다케촌이 성립하였다.
- 1955년 3월 20일 - 니이촌, 누카다케촌이 합병해 도요타마촌이 성립하였다.
- 1975년 4월 1일- 정으로 승격해 도요타마정이 되었다.
- 2004년 3월 1일 - 이즈하라정·미쓰시마정·미네정·가미아가타정·가미쓰시마정과 합병, 시로 승격해 쓰시마시가 되어 도요타마정은 소멸하였다.

## 교육

### 고등학교
- 나가사키현립 토요다마 고등학교

### 중학교
- 도요다마정립 가시타마 중학교
- 도요타마초립 도요타마 중학교

### 초등학교
- 도요타마정립 오토미야 초등학교
- 도요다마정립 고즈나 초등학교
- 도요타마정립 시오우라 초등학교
- 도요타마정립 도요타마 초등학교
- 도요타마정립 미나미 초등학교